# Pseudechis papuanus
Pseudechis papuanus är en ormart som beskrevs av Peters och Doria 1878. Pseudechis papuanus ingår i släktet Pseudechis och familjen giftsnokar och underfamiljen havsormar. Inga underarter finns listade i Catalogue of Life.
Denna orm förekommer på södra och sydöstra Nya Guinea. Arten lever i låglandet och i kulliga områden upp till 650 meter över havet. Individerna lever i savanner, i skogar och i träskmarker. De är vanligen dagaktiva med de vilar under dagens hetaste timmar. Födan utgörs av små groddjur, kräldjur, däggdjur och kanske fåglar. Honor lägger 7 till 11 ägg per tillfälle.
Flera exemplar dör när de äter den introducerade och giftiga agapaddan. Pseudechis papuanus är allmänt sällsynt. IUCN listar arten med kunskapsbrist (DD).